# Roelof Frankot
Roelof Frankot (25 de noviembre de 1911-1 de diciembre de 1984) fue un pintor holandés. Tenía educación de fotógrafo, pero en los años treinta empezó a pintar como profesión. Sus obras son abstractas y espontáneas de colores fuertes.
De vez en cuando Frankot escribía poemas sobre su arte. Se ha considerado a Frankot un innovador del arte holandés. Murió en 1984 de cáncer.
En su vida Frankot hizo exhibiciones en Europa, los Estados Unidos y en América Latina. Sus obras se hallan en colecciones en muchos países, especialmente en Gran Bretaña, Dinamarca, Francia y Holanda.

## Representaciones seleccionadas
Stedelijk Museum, Holanda 
Ministerio de Educación, Arte y Ciencia, Holanda 
Haag Sandberg Collection, Holanda
Ámsterdam Municipal Museum, Holanda
Haag Britto Collection, Brazilia 
Dansk Arkitekt- & Ingeniørkontor, Silkeborg, Dinamarca
Niepoort & Co., Aarhus, Dinamarca
Universidad de Aarhus, Dinamarca
Drents Museum, Assen, Holanda 
Haags Gemeentemuseum, Holanda

## Literatura
- Scheen (1969); H. Redeker en M. van Beek, Van Cobra tot Zero (Venlo 1982)
- Frankot, Roelof/Roding, M. Roelof Frankot. Schilderijen en tekeningen 1911-1984 Assen, Drents Museum, 1990,
- Roel H.Smit-Mulder, “Staphorst Roel H.Smit-Mulder, “Staphorst verbeeld. Toen en nu”, (Zwolle, 2000)

- Referencias: “Frankot”, Galerie Moderne, Silkeborg, Dinamarca 1967

- Datos: Q931707